# 동북아개발
동북아개발은 동북아지역의 해외 농·목축단지의 확보, 동북아개발포럼의 운영, R&D center 운영 목적으로 2005년 2월 18일 설립된 대한민국 농림수산식품부 소관의 사단법인이다. 사무실은 서울특별시 서초구 서초3동 1550-2, 진우빌딩 2층에 있다.

## 주요 사업
- 동북아지역의 해외농축목단지의 확보
- 동북아개발농업포럼 운영
- 동북아개발 R&D Center운영
- 동북아지역 삼농(농업, 농촌, 농민)을 통한 상호협력사업 및 농촌문화의 상호교류사업, 사막화 방지 사업
- 세계 1등 농민의 양성 및 농업인재, 농업기술의 상호교류
- 정부에서 의뢰하는 사업